# Montwiłłowie

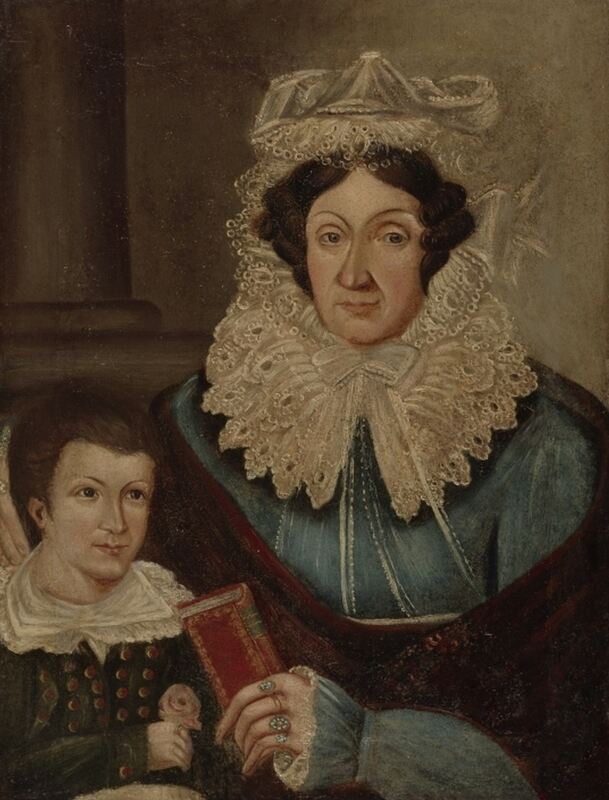
Portret Antoniego Montviła i Kaciaryny Montvił

Montwiłłowie – ród bojarów litewskich, wzmiankowany w początkach XVII wieku w powiecie wiłkomierskim.

## Herb
Kolumna

## Koligacje rodowe
Montwiłłowie byli spokrewnieni m.in. z rodami Brochocki h. Prawdzic, Dowgiałło h. Zadora, Milimont, Giedrojć (książęcy), O'Rourke (hrabiowie) i Siesicki Dowmont h. Hippocentaur.

## Posiadłości rodowe
Ród posiadał dobra przeważnie w powiecie wiłkomirskim Antokol, Grotele, Jasudy, Łukjany, Wojewodziszki. A także Pawlluki, Pakście, Szaty, Traszkuny, Wołmontowicze, Radyki, Dzwonogol, Narmojnie, Dzisiukiszki, Mitianiszki i Świeciszki.

## Przedstawiciele rodu
- Stanisław Montwiłł (1841-1916), ziemianin i przemysłowiec oraz oficer w powstaniu styczniowym 1863-1864.
- Józef Montwiłł (1850-1911), społecznik, filantrop, dyrektor Banku Ziemskiego w Wilni i poseł do III Dumy.
- Władysław Montwiłł (1885-1942), syn Aleksandra, ziemianin, właściciel majątku Mitjaniszki, członek Zjednoczenia Polaków na Litwie Kowieńskiej i prezes Zarządu Banku Polskiego w Kiejdanach. Aresztowany (1 VIII 1940) przez NKWD, wywieziony, zmarł w łagrze Kodino koło Archangielska.